# Basilica minore di San Dalmazio
La basilica minore di San Dalmazio è la chiesa principale nel paese di Quargnento, in provincia di Alessandria.  Nel 1992 è stata elevata al titolo di basilica minore da Papa Giovanni Paolo II; è l'unica chiesa con questo titolo nella Diocesi di Alessandria. La basilica è dedicata a San Dalmazzo di Pedona, di cui nella chiesa si conservano le spoglie.

## Storia

### IX-X secolo
Durante il IX secolo si parla già della chiesa di Quargnento. Le prime notizie certe si hanno nel X secolo, quando, nel 907, il corpo di Dalmazio - martirizzato nel 254 a Pedona, venne trasferito a Quargnento. La traslazione fu ordinata dal vescovo di Asti per evitare le potenziali profanazioni ad opera dei Mori, i quali, dalle coste del Mediterraneo,  minacciavano le terre di Cuneo.

### XII secolo
Nel 1111 papa Pasquale II consacrò la nuova chiesa di Quargnento. Sul finire del XII secolo l'esito rovinoso dell'assedio di Alessandria indusse l'imperatore Federico Barbarossa, adirato, a demolire il castello e la chiesa di Quargnento, divenuti, pare nel frattempo, suo quartier generale.

### XIII secolo
Grazie al ritrovamento di una lapide sotto il portichetto della basilica, è dato sapere che il 30 settembre 1270 si diede inizio alla ricostruzione della parrocchia. In seguito, nel 1560, la chiesa venne ampliata con la costruzione delle navate laterali. I lavori terminarono nel 1576.